# 28 dage senere
28 dage senere (originaltitel: 28 Days Later) er en britisk prisbelønnet gyserfilm fra 2002, instrueret af Danny Boyle, skrevet af Alex Garland og har Cillian Murphy, Naomie Harris, Brendan Gleeson og Christopher Eccleston på rollelisten.
Filmen fik en stor modtagelse af publikum og kritikere, da den udkom. Filmen er blevet et ikon og er særligt kendt for sine stemningsfulde scener med et fuldstændigt mennesketomt London. Sidenhen er der blevet produceret en efterfølger ved navn 28 Weeks Later, en grafisk novelle 28 Days Later: The Aftermath og en række tegneserier.

## Handling
I England trænger dyreværnsaktivister ind i et forskningslaboratorium og slipper forsøgsdyrene fri. Hvad de ikke ved er, at dyrene er inficerede, og en dødbringende virus spredes med lynets hast i det fri. Samtlige mennesker og dyr, der kommer i berøring med virusset, gribes af en altoverskyggende blodrus og kaster sig morderisk over alt og alle i nærheden.
28 dage senere er det hele forbi; civilisationen er ophørt med at eksistere. Den dag vågner Jim (Cillian Murphy) op efter at have ligget i koma på hospitalet uden at vide, hvad der et sket. Da den frygtelige sandhed går op for ham, sætter han alt ind på at finde andre i live. Men da det endelig lykkes for ham, går det med skræmmende klarhed op for de få overlevende, at virusset ikke er det eneste at være bange for.

## Alternative slutninger
Ekstramaterialet på DVD'en og Blu-ray'en indeholder tre alternative slutninger, alle sammen hvori Jim dør. To blev filmet og den tredje eksisterer kun som storyboard.

## Cast
- Cillian Murphy som Jim
- Naomie Harris som Selena
- Megan Burns som Hannah
- Brendan Gleeson som Frank
- Cristopher Eccleston som Henry West

Boyle havde til hensigt at caste delvis ukendte skuespillere.

## Produktion
28 dage senere indeholder scener, som er filmet på kendte og meget travle bydele i London, såsom Westminster Bridge, Piccadilly Circus, Horse Guards Parade og Oxford Street. For at få det til at se øde og forladt ud, lukkede filmholdet gaderne ned i få minutter ad gangen tidligt om morgenen, med hjælp fra politiet og bekendte. Det meste af filmen blev skudt med et Canon XL1 digitalt videokamera. DV-kameraer er meget mindre og mere manøvredygtig end traditionelle filmkameraer, hvilket ville have været upraktisk på så kort tid at filme med. Jim passerer en dobbeltdækkerbus, der ligger væltet om på siden. Filmholdet placerede selv bussen der, scenen var filmet færdig og bussen fjernet på under 20 minutter.
Scenerne med den helt tomme M1-motorvej var også filmet inden for meget begrænsede tidsperioder. En mobil politivejspærring holdt trafikken tilbage, så filmholdet havde store, tomme sektioner af motorvejen, hvor de kunne filme scenerne.
En stor del af optagelserne fandt sted før den 11. september 2001, og på DVD-kommentarsporene udtaler Danny Boyle en parallel tilslutning mellem de "missing persons"-flyers man ser i begyndelsen af filmen og de lignende flyers i New York City efter 9/11. Boyle tilføjer at, hvis de havde lavet filmen efter 9/11, havde de sikkert ikke havde fået lov til at lukke Whitehall ned så de kunne optage deres scener.
Det store palæ som er med i filmen, er Trafalgar House nær Salisbury. Det blev oprindeligt bygget til Lord Nelson tilbage i 1733.
En måned før filmen blev udgivet i biograferne, indeholdte forskellige engelske aviser en kort tegneseriestribe i stil med reklame for filmen, hvori de forskellige scener viste et kaotisk London i løbet af de 28 dage med mennesker, der forsøger at undslippe byen i massevis.
Den sidste scene i filmen, hvor Jim, Selena og Hannah har søgt tilflugt i en gård på landet, blev filmet i Lake District National Park omkring Ennerdale i Cumbria.

## Stil og inspiration
På DVD-kommentarsporet, kalder Boyle og Garland filmen ofte for en post-apokalyptisk film, og nogle af scenerne bliver refereret til George A. Romeros Night-Dawn-Day-trilogi. Men under den første markedsføring af filmen, forsøgte Boyle at distancere filmen fra dette så meget som muligt. Boyle identificeret John Wyndhams Da triffiderne kom, som Garlands oprindelige inspiration til historien.

## Modtagelse
Filmen blev et stort hit i England og USA. I Staterne indtjente den over $45 millioner på trods af en begrænset udgivelse på færre end 1.500 biografer. På verdensplan indtjente den omkring $83 millioner, hvilket betragtes som et stort beløb, da filmen havde et budget på kun £5 millioner.
Anmeldelserne af filmen var meget positive. Baseret på 199 anmeldelser på Rotten Tomatoes fik filmen en score på 89 %. Den amerikanske tv kanal Bravo, fik filmen med på deres liste over de 100 Uhyggeligste Filmøjeblikke. Filmen fik en plads på nummer 456 på Empire Magazines liste over De 500 Bedste Film Nogensinde i 2008. Danny Boyle har tre andre film på den liste: Trainspotting, Sunshine og Slumdog Millionaire.

### Priser
- Bedste Horrorfilm – Saturn Award
- Bedste Britiske Film – Empire Award
- Danny Boyle – Grand Prize of European Fantasy Film in Silver
- Bedste Instruktør: Danny Boyle – International Fantasy Film Award
- Bedste Internationale Film – Danny Boyle Narcisse Award
- Bedste Skuespillerinde-gennembrud – Naomie Harris Black Reel Award
- Bedste Fotografering – Anthony Dod Mantle European Film Award

## Soundtrack
Soundtracket blev lavet af John Murphy og blev udgivet på CD i 2003. En redigeret udgave af tracket East Hasting af bandet Godspeed You! Black Emperor er med i filmen, men ikke på soundtracket, fordi Boyle kunne kun sikre sig rettighederne til at bruge den i filmen.
28 Days Later: The Soundtrack Album blev udgivet den 17. juni 2003. Det indeholder det meste af John Murphys værker fra filmen plus nogle sange fra Brian Eno, Grandaddy og Blue States. På den amerikanske udgivelse, kan man finde et remix af John Murphys Taxi (Ave Maria) og Season Song af bandet Blue States.
CD-udgivelsen indeholder også en eksklusiv uset scene fra filmen, en trailer og billeder fra filmens produktion.
Temasangen In the House – In a Heartbeat af John Murphy, er siden filmens udgivelse, blevet et stort hit og genbrugt i mange andre film og tv-reklamer. Man kan bl.a. hører sangen i traileren til filmen Beowulf, i tv-serien The Walking Dead fra 2010 og i diverse tv-reklamer. Bandet The Rotted indspillede deres egen version af sangen på deres 2008 album Get Dead or Die Tryin'.
Temasangen blev genbrugt op til flere gange i fortsættelsen til 28 dage senere: 28 Weeks Later, hvor John Murphy også lavede musik. Han har også brugt den i action/komedien Kick-Ass som Big Daddys temasang.

### Trackliste
(Al musik af John Murphy, medmindre andet er angivet.)
- The Beginning
- Rage
- The Church
- Jim's Parents (Abide With Me)
- Then There Were 2
- Tower Block
- Taxi (Ave Maria)
- The Tunnel
- AM180 af Grandaddy
- An Ending (Ascent) af Brian Eno
- No More Films
- Jim's Dream
- In Paradisum
- Frank's Death – Soldiers (Requiem in D Minor)
- 'I Promised Them Women'
- The Search For Jim
- Red Dresses
- In the House – In a Heartbeat
- The End
- Season Song af Blue States
- End Credits

## Fortsættelser
En fortsættelse, 28 Weeks Later, fik biografpremiere den 11. maj 2007. Danny Boyle og Alex Garland producerede sammen med Andrew Macdonald og spanieren Juan Carlos Fresnadillo instruerede. Filmen har bl.a. Robert Carlyle, Jeremy Renner, Rose Byrne og Idris Elba på rollelisten.
Siden den blev udgivet i 2007, har Danny Boyle udtrykt interesse op til flere gange i at instruere en tredje film i serien.